# Грин, Виктор Хьюго
Виктор Хьюго Грин (англ. Victor Hugo Green, 9 ноября 1892 — 16 октября 1960) — афроамериканский почтовый служащий, писатель и турагент из находящегося в Нью-Йорке района Гарлем. Наиболее известен как автор «Зелёной книги», путеводителя для чернокожих автомобилистов, который издавался в США с 1936 по 1966 год. В период публикации выбор места ночлега, ресторана и даже автозаправочных станций был ограниченным для чернокожих не только в южных штатах, но и за их пределами. Сначала путеводитель издавался под названием The Negro Motorist Green Book («Зелёная книга негритянского автомобилиста»), а затем The Negro Travelers’ Green Book («Зелёная книга чернокожих путешественников»). Грин публиковал обзоры отелей и ресторанов, ведущих бизнес с афроамериканцами во времена действия в Соединённых Штатах «Законов Джима Кроу» и расовой сегрегации. Тираж его издания ежегодно составлял около 15 000 экземпляров.
В 1930-х годах Грин начал свою работу со сбора данных о магазинах, мотелях и автозаправочных станциях в районе Нью-Йорка, которые готовы были работать с чернокожими путешественниками, и уже в 1936 году опубликовал первый путеводитель. Аналогичные путеводители пользовались спросом у евреев, которые также сталкивались с дискриминацией во время поездок. Путеводитель Грина был настолько популярен, что автор впоследствии расширил его географию, охватив новые маршруты в Северной Америке. После ухода из почтовой службы Грин продолжил работу над обновлением «Зелёной книги». Кроме того, ему удалось организовать собственный бизнес, связанный с туристическим агентством, которое открыл в 1947 году.

## Биография
Названый в честь известного французского писателя, Виктор Хьюго Грин, родился 9 ноября 1892 года в Манхэттене, Нью-Йорк. Он был старшим из трёх детей в семье Уильяма Х. Грина и его жены Элис, в девичестве Холмс. Впоследствии его семья переехала в штат Нью-Джерси, и вырос Грин уже в Хакенсаке. Начиная с 1913 года работал в Почтовой службе США почтальоном округа Берген.
Грин был мобилизован в армию США во время Первой мировой войны, хотя пытался добиться освобождения от призыва в связи со своей деятельностью в почтовой службе. В конечном итоге был направлен в подразделение снабжения полевой артиллерии 350-го полка 92-й стрелковой дивизии, дослужившись до звания полкового сержанта снабжения. 30 июня 1918 года со своим подразделением отплыл во Францию на военно-транспортном судне «SS President Grant», следовавшим из Хобокена, штат Нью-Джерси. 16 февраля 1919 года вернулся в США из Бреста, Франция, уже на судне «SS Maui», высадившись 28-го числа в Хобокене.
В Бруклине 8 сентября 1918 года Грин женился на Элме Дюк (1889—1978), которая приехала в Нью-Йорк из Ричмонда, штат Виргиния, в период Великой миграции жителей южных штатов в северные регионы в начале XX века. После свадьбы пара поселилась в районе Гарлема, который представлял собой центр искусства и культуры чернокожих в период Гарлемского ренессанса, и привлекал афроамериканцев со всей страны. Грин вместе со своей женой проживал в квартире по адресу: Сент-Николас-авеню, 580. Умер в 1960 году в Нью-Йорке.

## Издательская и туристическая карьера
Когда наконец в XX веке легковые машины стали доступны афроамериканцам, которые также принимали участие в развитии американской автомобильной культуры, они всё ещё были ограничены рамками существовавшей в Соединённых Штатах расовой сегрегации. Законы штатов на юге требовали отдельных помещений для афроамериканцев, и многие мотели и рестораны в северных регионах страны также исключали их присутствие. «Для чернокожего путешественника, собравшегося по делам или на отдых, всегда было трудно найти подходящее жильё в отелях и гостевых домах, где его приняли бы».
В 1936 году Грин «решил что-то предпринять в сложившейся ситуации. Он подумал о том, чтобы составить как можно более полный список всех первоклассных отелей в Соединённых Штатах, обслуживающих негров». Он собрал информацию об отелях, ресторанах и автозаправочных станциях, которые обслуживали афроамериканцев для своего первого издания The Negro Motorist Green Book. Поскольку в некоторых городах для чернокожих посетителей отели или мотели отсутствовали, он перечислил «туристические дома», владельцы которых готовы были сдавать комнату путникам. В первом его издании содержались данные исключительно об объектах Нью-Йоркской агломерации. В своём предисловии Грин написал:
В ближайшем будущем наступит день, когда это руководство не придётся публиковать. Именно тогда мы как раса будем иметь равные возможности и привилегии в Соединённых Штатах.
В Гарлеме Грин основал издательство для публикации своего путеводителя. В 1947 году создал Службу бронирования в период отпусков, таким образом, его туристическая фирма занималась вопросами приёма и размещения клиентов в принадлежащих чернокожим заведениях. К 1949 году путеводитель охватывал уже международные направления, такие как Бермудские Острова и Мексика; в нём перечислялись пункты питания, ночлега и автозаправочные станции. В 1952 году Грин изменил название справочника на The Negro Travelers’ Green Book. Его офис был расположен в доме 200 на 135-й западной улице в Гарлеме.
В среднем каждый год Грин печатал 15 000 экземпляров своей книги, причём распространял по почте как среди чернокожих, так и среди белых предпринимателей. Компания Esso, в отличие от конкурентов, предоставляла права владения и пользования автозаправочными станциями афроамериканским партнёрам. В то время периодические издания «Зелёной книги» можно было приобрести на станциях Esso. Вместе с тем в ряде районов, издавались аналогичные руководства для евреев.
Публикация книги продолжалась даже после смерти её основного автора, а вдова Грина работала редактором вплоть до 1966 года, когда вышло последнее издание. Закон о гражданских правах 1964 года способствовал ликвидации режима расовой сегрегации и положил начало моральному устареванию руководства; цель, которую Грин описывал в своём вступлении к первому изданию фактически была достигнута.

## Наследие
- The Green Book: A Play in Two Acts, пьеса Кэлвина Александра Рэмси, состоящая из двух действий, впервые поставлена 15 сентября 2010 года в театре Линкольна[англ.] в Вашингтоне (федеральный округ Колумбия)[4][18]; впоследствии в 2011 году представлена в Атланте (штат Джорджия)[19].
- «The Dresser Trunk Project» (2007), посвящённая путешествиям чернокожих во времена сегрегации передвижная выставка, организованная Уильямом Дэрилом Уильямсом, директором школы архитектуры и дизайна интерьера Университета Цинциннати[20].
- «Зелёная книга», художественный фильм 2018 года.